# Rhopalodon
Rhopalodon (лат.) — вымерший род терапсид, обитавших в пермском периоде на территории России. Различные авторы классифицировали животное как динозавра, диноцефала или представителя другой ветви амниот. Rhopalodon — одна из первых «рептилий», упомянутых в журнале Nature. Т. Г. Гексли написал об этом животном среди прочих в первом номере журнала в ноябре 1869 года. Он назвал возраст животного и современного ему Deuterosaurus как триасовый период, однако позже выяснилось, что оба они обитали в пермском периоде.

## Описание
Голотип — часть левой нижней челюсти из нижнетатарского подъяруса Ключевского рудника, Башкирия. Найден В. Кваленом в 1839 году. Позднее, видимо, утерян и сейчас известен лишь по рисункам. На рисунке Фишера (1841) зубы расположены редко, их коронки булавовидные. Длина фрагмента 55 мм. Сохранилось девять зубов, из которых два в поломанном состоянии. Общее число зубов, вероятно, достигало не менее 11-12. Коронки зубов с зазубренными острыми краями. Судя по рисунку Эйхвальда (1960) на челюсти имелся корень крупного клыка, направленного вперёд, а высота пластинчатой кости на уровне девятого щёчного зуба составляла 9 мм.
Согласно Tverdokhlebov et al. (2005) Rhopalodon был средним по размеру наземным растительноядным диноцефалом и является характеристикой раннетатарской уржумской стратиграфической зоны (большекинельская и аманакская свиты).